# جان أرنوت
جان أرنوت (بالإنجليزية: Jean Arnot)‏ هي نقابية وأمينة مكتبة أسترالية، ولدت في 23 أبريل 1903 في Pymble ‏ في أستراليا، وتوفيت في 27 سبتمبر 1995.